# هيو س. وليامز
هيو س. وليامز هو رياضياتي كندي، ولد في 23 يوليو 1943 في لندن في كندا.